# Katenacja
Katenacja (od łac. catenatus, im. czas. catenare, od catena, „łańcuch”) – tworzenie wiązań między atomami tego samego pierwiastka, prowadzące do powstania łańcuchowych związków chemicznych. 
Katenacja występuje tylko w przypadku pierwiastków mających wartościowość co najmniej 2, mogących tworzyć między sobą silne wiązania chemiczne. Zdolność do katenacji charakteryzuje przede wszystkim atomy węgla, natomiast mniejsze znaczenie ma w przypadku siarki i krzemu. Rzadko występuje dla germanu, azotu, selenu i telluru.